# Arrêt sur image
Pour les articles homonymes, voir Arrêt sur image (homonymie).
Pour l’article ayant un titre homophone, voir Arrêt sur images.
L’arrêt sur image (appelé parfois gel de l’image ou image gelée, à l’imitation de l’anglais freeze frame ou freeze) est un procédé cinématographique, obtenu en post-production, qui consiste à dupliquer ad libitum un photogramme de film, soit pour mettre en valeur ce photogramme, soit pour faire identifier par le public la prise d’un cliché photographique par l’un des personnages du film, soit pour figer l’espace et donner ainsi au public un signe évident de la fin du récit (identifié au mouvement).

## Fin de film
Cette dernière utilisation à la fin de certains films pourrait être commentée par l’analyse qu’avait donnée André Bazin en 1945, Problèmes de la peinture, repris en 1958 dans son célèbre article Ontologie de l’image photographique : « La photographie ne crée pas, comme l’art, de l’éternité, elle embaume le temps, elle le soustrait seulement à sa propre corruption. » En effet, l’arrêt sur image, en figeant l’espace, produit du temps selon un phénomène, apparemment contradictoire, qui n’est pas spécifique au cinéma, mais qui s’applique à son langage, les données temps/espace ayant au cinéma un ratio variable. Le film animé, en arrêtant son mouvement dans l’espace, laisse active la seule donnée temporelle et rejoint le semblant d’éternité de la photographie. C’est ainsi que le film Thelma et Louise (1991) se termine avec l’annonce de la mort imminente des deux amies qui se jettent dans le vide à bord de leur voiture plutôt que d'être arrêtées par la police. Mais l’image se fige avant que le véhicule ne bascule dans le vide, et il reste des deux héroïnes, dans le souvenir des spectateurs, les corps intacts et paisibles, côte à côte, propulsés vers le ciel par la puissance du moteur et l’indéfectibilité de la photographie. 
Par ailleurs, l’arrêt sur image a été utilisé couramment à la fin des films dans les versions doublées d’œuvres américaines dont le générique se déroulait à l’origine sur un plan en mouvement : l’absence de version internationale (bande image vierge de tout titre ou sous-titre) a obligé les diffuseurs étrangers à geler le dernier photogramme avant les indications écrites, pour servir de support au générique traduit en langue locale[réf. nécessaire]. Aujourd’hui, il semble évident que les spectateurs ne sont pas effarouchés de voir défiler des génériques en langue originale, et le procédé utilisé à cet usage, considéré comme réducteur et inutilement onéreux, a été abandonné au profit de l’image en mouvement d’origine.

## Prise d’un cliché
Dans La Mort aux trousses (1959), lorsque Roger Thornhill (Cary Grant) se rend au siège des Nations unies et assiste à l’assassinat de l’homme politique qu’il voulait rencontrer, il saisit par un réflexe trop humain l’arme du crime pour la retirer du corps qui tombe dans ses bras ; un photographe active son flash juste à cet instant. Un arrêt sur image authentifie la prise du cliché, un cliché qui va faire de Roger Thornhill le suspect numéro 1 dont le portrait va figurer à la une des journaux.
Les utilisations de ce type sont légion au cinéma et dans les séries. Dès qu’un esprit hostile veut constituer un dossier pour piéger l’un des personnages, les arrêts sur image, accompagnés du déclic caractéristique de l’appareil, parfois multiplié en mode rafale, hachent les activités du sujet épié. Les clichés obtenus sont présentés tôt ou tard par un maître-chanteur ou par un service de police ou autre… Dans le film Memento (2000), c’est le personnage principal lui-même qui constitue les piliers de sa vie qu’une mémoire défaillante lui rend impossible de soutenir. Il fait tatouer sur son corps des renseignements écrits et il a toujours sous la main un appareil photographique à développement instantané pour tenter de fixer l’image des lieux et des personnages qu’il croise. Ces photos ne sont pas à proprement parler des arrêts sur image, mais elles ont le même effet de suspension du temps, et le puzzle photographique que reconstitue le soi-disant amnésique, et qu’il mélange et interprète au gré de sa folie, dévoile aux spectateurs qu’il est avant tout un meurtrier en série.

## Mise en valeur picturale
Dans Cléopâtre (1963), avec Elizabeth Taylor, le début et la fin du film, mais aussi les liaisons entre les scènes (ensemble de séquences), sont présentés avec une même « mise en page », pourrait-on dire : filmée en banc-titre, une fresque murale antique (avec des craquelures attestant son ancienneté) se précise progressivement dans le trait de son dessin qui devient trompe-l’œil avant d’être un arrêt sur image d’une fraction de seconde, qui s’anime soudain, lançant la suite du film. En sortie de scène, le même procédé, inversé, renvoie le récit à sa représentation "historique" sous forme d’une nouvelle fresque qui, par fondus enchaînés, découvre une autre fresque qui, à son tour, en se modifiant, va ouvrir la scène suivante. Pour ce film au budget considérable, mais qui fut un échec commercial retentissant, l’effet de l’arrêt sur image est plutôt somptueux, notamment quand Cléopatre est projeté en 70 mm. 
Plus modeste dans l’utilisation d’un effet semblable, mais succès populaire, le film britannique Snatch, réalisé par Guy Ritchie en 2000, présente chaque personnage en utilisant un arrêt sur image dont le photogramme subit ensuite une solarisation et une colorisation, accompagnée du nom du comédien qui incarne le personnage.
En revanche, un réalisateur aussi prestigieux qu’Alfred Hitchcock, dans un autre échec commercial, L’Étau (Topaz, 1969), a été forcé d’utiliser l’arrêt sur image comme ultime recours pour boucler une séquence de la fin du film, fondamentale mais incomplète. Dans le livre Hitchcock/Truffaut, le cinéaste américain raconte comment les réactions du public, invité lors d’une avant-première (sneak-preview), l’avaient forcé à revoir la mort du traître (Michel Piccoli) et supprimer la séquence où il se faisait tuer lors d’un duel, un duel d’honneur dont les spectateurs américains ne comprenaient pas le sens. Un suicide du traître aux abois paraissait plus acceptable, mais cette séquence n’avait pas été prévue et n’avait donc pas été tournée. Malheureusement, Michel Piccoli était indisponible pour un retournage (retake en anglais), occupé à jouer dans un autre film. Il fallait donc bricoler au montage quelque chose qui puisse signifier le suicide. Alfred Hitchcock pensa qu’un plan extérieur de l’habitation du traître, où on le verrait entrer, suffirait pour évoquer le suicide qu’un coup de feu off rendrait plausible. Mais un tel plan n’existait pas, et, contrairement à ce que pensent aussi bien certains cinéastes que maints critiques et théoriciens, le montage est loin de tout arranger.  

« Il y avait bien un plan de la maison vue en façade, mais c’était lorsque le personnage joué par Philippe Noiret rendait visite à Michel Piccoli. Hitchcock fut alors obligé de monter la fin de ce plan, à l’instant où Philippe Noiret va disparaître à l’intérieur de la maison, un plan particulièrement raccourci pour qu’on ne risque pas d’identifier la silhouette caractéristique du comédien, d’autant que dans le film il se déplaçait avec une béquille... Pour tenir à l’écran, cette chute de plan fut rallongée par un arrêt sur image, et l’effet global, s’il remplit sa mission de sauvetage, est plutôt misérable (a cheat shot, comme on dit en américain, un plan bidon). »

Mais l’arrêt sur image a des emplois nobles, et peut durer beaucoup plus longtemps pour nous offrir le spectacle touchant d’un bonheur menacé ou disparu, ou ce qui permettra de comprendre le désarroi ou la folie d’un personnage. Le procédé agit de la même façon que la présentation ou l’observation par un personnage de photographies découvertes dans le décor d’un autre personnage dont la personnalité est une énigme que les clichés permettent en partie de déchiffrer.